# ヴィドール (バンド)
ヴィドール（VIDOLL）は、日本のヴィジュアル系ロックバンド。2002年に結成され、2011年に解散。略称は「ヴィド」等。漢字表記で「美人形」と表すこともある。

## メンバー

ロゴ

詳細は該当項目を参照。 
- ジュイ/樹威（Vocal）

6月30日生、O型。宮城県出身。解散後はソロ活動を経てGOTCHAROCKAを結成、活動中。
- シュン（Guitar）

2月15日生、AB型。熊本県出身。
- ギル（Guitar）

8月21日生、A型。静岡県出身。愛称は「ギルオ」「ギルオ先生」。2005年7月加入。
ポジションは下手でギターソロはあまり弾かないが、「カラクリロマンス」のソロはギルが弾いている。
愛称の「ギルオ」の発案者は自分であり、曰く「なんとなく」。
憧れのミュージシャンはLUNA SEA。
エフェクターによる音作りにこだわっており、時折ブログネタにしたり、されたりすることがある。
解散後、Angeloに加入。解散からAngelo加入に至るまでの短期間、Megaromaniaの美沙麗と蜘影にギターを教えていた（KISAKI談）
- ラメ（Bass）

6月11日生、A型。大阪府吹田市出身。愛称は「ラメたん」。リーダー。
- テロ（Drums/Piano）

9月8日生、B型。北海道新ひだか町出身。ドがつく程の「天然キャラ」であり、ライブやインタビューではよくメンバー（特にラメ）から弄られる。
高速且つ変則的なドラムプレイを得意とする。
幼少の頃からピアノを習っており、学生時代にはブラスバンドを結成したこともある。
そのため「十年後の今日ここで…」などでは、テロがピアノを弾くこともある。
名前の由来はテロリストから。
解散後、†яi¢кに加入。また樹威が新たに結成したバンド、GOTCHAROCKAのサポートドラマーも務める。

### 旧メンバー
- アヤノ（Guitar）

2003年8月脱退。後にギミックを結成するも2005年に解散。現在はスタジオミュージシャンとして活動。
- ヒデ（Guitar）

アヤノの後任として加入。作曲をしていた。過去にメリーのガラとネロとAfter effectと言うバンドをやっていた。
体調不良を理由に2005年6月脱退。
- ユキネ（Guitar）

家庭の事情を理由に2005年6月に脱退。現在は引退し、結婚している。

## 概要
バンドコンセプトは「オカルトロマンス」。コンセプトに関してラメは「『オカルトロマンス』はあくまでバンドの印象を強く焼き付けるためのフレーズ」と述べ、ジュイも「様々な音楽性を取り入れていくことに抵抗は感じない」と発言していた。
初期の頃は重低音中心の複雑な構成のメロディーに、コンセプトを取り入れた独特な歌詞が特徴であったが、UNDER CODE PRODUCTION時代の後期からは、アップテンポでピュアな曲を手掛けることが多くなった。そのため、メジャー進出以降は、初期の音楽性はほとんど見られなくなっていた。楽曲の中には戦争や近年多発している少年犯罪や、ウェブサイトを通じて行われた集団自殺などの実際に起きた事件、ノンフィクションを題材としたものも多く、音楽を通じて問題提起をしていた。
2003年のアヤノ脱退までを1期、2005年のヒデとユキネ脱退までを2期、それ以降の現編成を3期と称される。作曲はジュイとラメが担当する曲が多いが、メンバー全員が作曲をしていた。
2011年、解散。

## 来歴
- 2002年
  - 2月21日、ラメを中心に結成。
  - 7月21日、アルバム『フェイス・マユラ』『フェイス・ピサロト』をリリース。
  - 12月25日、シングル「オカルトプロポーズ」をリリース。
- 2003年
  - 3月1日、音楽レーベル「UNDER CODE PRODUCTION」に正式に加入。
  - 3月14日、シングル「if...レボトミン(Y LV25 25)475mg」「if...トリカブト(識別コード無し)120mg」をリリース。
  - 4月29日、アルバム『If...（薬物乱用撲滅キャンペーン）』をリリース。
  - 7月21日、シングル「現状的に危険なタイトルの為公表できません…」をリリース。
  - 9月7日、ヒデ（Guitar）が加入。
  - 10月8日よりthe GazettEとのカップリング全国ツアーを開催。
  - 12月19日、シングル「僕、僕。」をリリース。
  - 12月25日、シングル「一人斬りのクリXXス」をリリース。
- 2004年
  - 3月10日、シングル「我輩ハ、殺女（コロスケ）成リ…」をリリース。[6]
  - 3月19日、シングル「ギザギザハートの子守唄」「人間界（キチガイ）TV」をリリース。
  - 3月29日、シングル「僕、ホワイトデーも一人斬り」をリリース。
  - 4月28日、ヨーロッパにてアルバム『美人形』をリリース。
  - 6月30日、シングル「人魚」をリリース。
  - 9月29日、アルバム『ロマネスクゴシック』をリリース。
  - 12月15日、アルバム『昔壊カシ人形集〜其ノ壱〜』『昔壊カシ人形集〜其ノ弐〜』をリリース。
  - 12月25日、シングル「柊ノ葬」をリリース。
- 2005年
  - 1月1日、公式ファンククラブ「人形館」発足。渋谷O-WESTにてKISAKI BAND活動10周年イベント「REMAIN OF THE 1OTHYEARS HISTORY PART.1」に参加。
  - 4月22日、シングル「リマインドストーリー」をリリース。
  - 6月8日、アルバム『昔懐カシ総集編＋オマケつき』をリリース。
  - 6月26日、ヒデとユキネが脱退。
  - 7月13日、新メンバーにシュンとギル（Guitar）が加入。
  - 9月28日、シングル「シャットダウン」をリリース。
  - 10月26日、シングル「Chocoripeyes」をリリース。
- 2006年
  - 1月1日、アルバム『Deathmate』をリリース。
  - 5月24日、シングル「SinAI〜右手のカッターと左手のドラッグと薬指の深い愛と〜」をリリース。
  - 8月2日、シングル「Nectar」をリリース。
  - 8月29日、シングル「十年後の今日此処で…」をリリース。
  - 11月22日、アルバム『V.I.D〜Very Important Doll〜』をリリース。
- 2007年
  - 2月28日、UNDER CODE PRODUCTIONを卒業。ベストアルバム『Proposal〜卒業告白〜』をリリース。
  - 3月1日、音楽レーベルSword Recordsに移籍。
  - 6月13日、シングル「INNOCENT TEENS」をリリース（2ヶ月連続リリース第1弾）。
  - 7月18日、シングル「CLOUD」をリリース（2ヶ月連続リリース第2弾）。
  - 11月21日、アルバム『Bastard』をリリース。
- 2008年
  - 7月2日、シングル「Blue star」をリリース。
  - 7月6日、シングル「尖る愛」をリリース。
  - 8月31日、BS-i「高見沢俊彦のロックばんTV」にゲスト出演。
  - 12月10日、シングル「舞夢~マイム~」をリリース。
- 2009年
  - 2月18日、シングル「Puzzle ring」リリースを以て日本クラウンよりメジャーデビュー。[7]
  - 3月25日、アルバム『Esoteric Romance』をリリース。[8][9]
  - 7月8日、シングル「Focus」をリリース。[10][11]
  - 10月25日、幕張メッセにて開催の「V-ROCK FESTIVAL’09」に出演。[12]
  - 12月2日、シングル「EVE」をリリース。[13]
- 2010年
  - 1月20日、アルバム「Monad」をリリース。[14][15]
  - 6月10日、ジュイが1年半前から抱えていた喉の不調の治療に専念するため、同年9月18日のライブを以て活動休止することを発表。[16][17][18]
- 2011年
  - 1月18日、ヴィドールの解散を発表し、ジュイがニコニコ動画の生放送で会見を行った。[19][20][21][22]
解散の理由としては、音楽性の違いや目指す場所の違い、温度差があったことなどと述べている。
解散ライブには、旧メンバーのアヤノとヒデとユキネも出演。
  - 1月19日、アルバム「BEST」をリリース。
  - 5月7日、新木場STUDIO COASTにて敢行された「VIDOLL THE LAST LIVE “解体”」をもって解散。[23][24][25][26][27]
- 2012年
  - 「VIDOLL LAST LIVE “解体” in SHINKIBA STUDIO COAST」 を予約限定リリース。

## 作品

### シングル
1. オカルトプロポーズ（2002.12.25）
2. if...レボトミン(Y LV25 25)475mg（2003.3.14） - オリコン85位
3. if...トリカブト(識別コード無し)120mg（2003.3.14） - オリコン週間84位
4. 一人斬りのクリXXス（2003.12.25) - オリコン週間79位
5. 我輩ハ、殺女（コロスケ）成リ…（2004.3.10) - オリコン週間70位
6. 人魚（2004.6.30） - オリコン週間49位
7. シャットダウン（2005.9.28） - オリコン週間33位。
8. Chocoripeyes（2005.10.26） - オリコン週間33位。
9. SinAI〜右手のカッターと左手のドラッグと薬指の深い愛と〜（2006.5.24） - オリコン週間43位
10. Nectar（2006.8.2） - オリコン週間55位
11. 十年後の今日此処で…（2006.8.29）
12. INNOCENT TEENS（2007.6.13） - オリコン週間40位。
13. CLOUD（2007.7.18） - オリコン週間57位。
14. Blue star（2008.7.2） - オリコン週間21位。
  - テレビ朝日系「ギョーテック」7~9月度エンディングテーマ。
15. 尖る愛（2008.7.6）
  - ツアー「Blue scar」に於いて1000枚限定販売。
16. 舞夢~マイム~（2008.12.10）- オリコン週間27位。
17. Puzzle ring(2009.2.18)
18. Focus(2009.7.8)
19. EVE(2009.12.2) オリコン週間チャート初登場30位
20. Crescent gazer(2010.9.15) オリコン週間チャート初登場30位、インディーズチャート2位
  - c/w「ゴシカロイド改」- 映画「ゴスロリ処刑人」主題歌

### アルバム
1. フェイス↑ピサロト（2002.7.21）
2. フェイス↓マユラ（2002.7.21）
3. If...（薬物乱用撲滅キャンペーン）（2003.4.29） - オリコン週間209位
4. 美人形（2004.4.28）
5. ロマネスクゴシック(リキッドルーム限定仕様版)（2004.9.11）
6. ロマネスクゴシック（2004.9.29） - オリコン週間103位
7. 昔壊カシ人形集〜其ノ壱〜（2004.12.15） - オリコン週間110位
8. 昔壊カシ人形集〜其ノ弐〜（2004.12.15） - オリコン週間115位
9. 昔懐カシ総集編＋オマケつき（2005.6.8） - オリコン週間107位
10. Deathmate（2006.1.1） - オリコン週間83位
11. V.I.D〜Very Important Doll〜 （2006.11.22） - オリコン週間56位
12. Proposal〜卒業告白〜（2007.2.28） - オリコン週間84位
13. Bastard（2007.11.21） - オリコン週間69位。
14. Esoteric Romance（2009.3.25）
15. Monad（2010.1.20）週間アルバムチャート44位
16. BEST（2011.1.19） - オリコン週間55位

### 映像作品
- ドールマンション209号室（2003.5.30）
- 平和ノ謡〜ヨウコソ人形館ヘ！〜（2003.7.26）
- 四月二十六日、初体験....（2003.10.01）
- 暴動区六丁目劇場 潰し合い十番勝負(2003.11.13）
- 逆・美人局（2004.6.30） - オリコン週間95位
- 人形演説 2004.9.11 LIQUID ROOM ebisu（2004.11.17） - オリコン週間145位
- 人形界PV（2004.12.15） - オリコン週間200位
- 微塵革命〜最終革命予告日1229〜（2005.3.16） - オリコン週間114位
- 第二巡全国人形劇〜流浪〜FINAL 浪漫告白 （2005.7.13）
- 3℃Storm TV〜砂嵐放送〜2006.8.29 SHIBUYA-AX（2006.11.22)  - オリコン週間222位
- Flashback（2007.2.28） - オリコン週間129位
- V.I.D seat for "Lastlovers"2006.12.29 渋谷公会堂（2007.2.28） - オリコン週間142位
- ~The game of buster~ 2007.12.2 C.C.Lemon HALL（2008.3.5）
- Relieve your "Blue scar" 2008.8.21 SHIBUYA-AX（2008.12.10） - オリコン週間138位
- ラストインディーズ ワンマンライヴ 東京舞夢 2008.12.19 C.C.Lemon Hall
- VIDOLL LAST LIVE “解体”in SHINKIBA STUDIO COAST

### 配布・ライブ会場限定音源
1. 現状的に危険なタイトルの為公表できません…（2003.7.21）
2. 僕、僕。（2003.12.19）
3. ギザギザハートの子守唄（2004.3.19）
4. 人間界（キチガイ）TV（2004.3.19）
5. 僕、ホワイトデーも一人斬り（2004.3.29）
6. 柊ノ葬（2004.12.25）
7. リマインドストーリー（2005.4.22 / 4.26）

### 参加オムニバス
- CROSS GATE 2002 〜un solitude〜（2002.7.21） - CD
- PRELUDE:4〜an illusion of iredescent〜（2002.10.30） - CD
- 妖幻鏡 -sea-（2002.12.25） - CD
- Matina1997〜2002（2003.2.14） - CD
- CROSS GATE 2002〜a reliable combinations〜（2003.3.26） - VHS
- Matina 最終章〜FINAL PRELUDE〜（2003.4.10） - DVD
- 異色同盟（2003.8.10） - CD
- SHOCK JAM CD Edition.3（2003.8.31） - CD
- High Style Paradox 1（2003.9.30） - CD
- High Style Paradox 2（2004.2.25） - DVD
- High Style Paradox 3（2004.4.28） - CD
- CROSS GATE 2004 〜Neo Locus〜（2004.5.31） - CD＋DVD
- Japanesque Rock Collectionz Cure（2004.7.28） - CD
- 四次元友好条約（2005.2.19 / 2.20 / 2.26） - CD
- High Style Paradox 4 〜re acceleration〜（2005.3.2） - CD
- 関西制圧（2005.4.6） - DVD
- 四次元友好条約（2005.7.1） - DVD
- SHOCK WAVE CD the SELECT（2005.10.26） - CD
- High Style Paradox SPECIAL〜RARE TRACK COLLECTIONS〜（2005.11.9） - CD
- Japaniesque Rock Collectionz Cure II（2005.12.20） - CD
- SHOCK WAVE CD〜CROSS GATE 2006〜（2006.1.31） -CD
- 日本制圧-2005.11.30 東京LIQUIDROOM ebisu-（2006.5.31） - DVD
- 日本制圧-Bands@id ch-（2006.5.31） - DVD